# Coppa del Generalissimo 1955 (hockey su pista)
La Coppa del Generalissimo 1955 è stata la 12ª edizione della principale coppa nazionale spagnola di hockey su pista. Il torneo ha avuto luogo dal 29 aprile al 1º maggio 1955.
Il trofeo è stato vinto dall'Espanyol per la settima volta nella sua storia superando in finale il Barcellona.

## Squadre qualificate
- Alpino Guadarrama
- Barcellona
- Cerdanyola

- Espanyol
- Femsa Madrid
- Noia

## Risultati

### Prima fase

#### Girone A
| Squadra           | Pt | G | V | N | P | GF | GS | DG  |
| ----------------- | -- | - | - | - | - | -- | -- | --- |
| Espanyol          | 4  | 2 | 2 | 0 | 0 | 15 | 2  | +13 |
| Cerdanyola        | 2  | 2 | 1 | 0 | 1 | 6  | 9  | -3  |
| Alpino Guadarrama | 0  | 2 | 0 | 0 | 2 | 3  | 13 | -10 |

| 29 aprile 1955    |     |                   |
| Espanyol          | 6–2 | Cerdanyola        |
| 30 aprile 1955    |     |                   |
| Cerdanyola        | 4–3 | Alpino Guadarrama |
| 30 aprile 1955    |     |                   |
| Alpino Guadarrama | 0–9 | Espanyol          |

#### Girone B
| Squadra      | Pt | G | V | N | P | GF | GS | DG |
| ------------ | -- | - | - | - | - | -- | -- | -- |
| Barcellona   | 4  | 2 | 2 | 0 | 0 | 7  | 2  | +5 |
| Femsa Madrid | 2  | 2 | 1 | 0 | 1 | 4  | 3  | +1 |
| Noia         | 0  | 2 | 0 | 0 | 2 | 2  | 8  | -6 |

| 29 aprile 1955 |     |              |
| Femsa Madrid   | 3–1 | Noia         |
| 30 aprile 1955 |     |              |
| Noia           | 1–5 | Barcellona   |
| 30 aprile 1955 |     |              |
| Barcellona     | 2–1 | Femsa Madrid |

### Finale
| Madrid 1º maggio 1955 | Barcellona | 1 – 2 | Espanyol |  |